# East vs. West: A Hearts of Iron Game
A East vs. West – A Hearts of Iron Game (EvsW vagy EvW) egy stratégiai játék, amely a hidegháború (1946-1991) időszakát dolgozza fel. Kiadása 2014 második negyedévében várható.
A játékot a BL-Logic és a Paradox Development Studio közösen fejleszti a PDS Clausiwitz nevű motorra építve. A játékban lehetővé válik a játékos számára egy ország diplomáciájának, gazdaságának és hadseregének irányítása.
Bár a játékot egy dán és egy svéd cég fejleszti, több magyar vagy magyar származású fejlesztő is dolgozik a játékon.

## Játékmenet
East vs. West-ben, mint az elődjeiben, a Paradox stúdió nagyszabású stratégiai játékaiban, a játékos egy ország gazdaságát, belpolitikáját, diplomáciáját, technológiai fejlődését, hadseregét, kémeit irányítja - itt - a hidegháború éveiben. A játék nevében említett Hearts of Iron-al ellentétben a játék fókusza nem a totális háború a nagyhatalmak között. A hadseregek irányítása és fejlesztése az említett elődhöz hasonló, de például újdonságként szerepel, hogy a hadihajók felszerelése szabadon változtatható, így mindenki saját hajóosztályokat tud létrehozni. További újítás a teljesen újragondolt hírszerzési rendszer, az ENSZ és más szervezetek alapításának lehetősége, az űrverseny, gazdasági ágazatok fejlesztésének lehetősége vagy a világvége óra, amely mutatja, hogy milyen közel jár a világ a teljes nukleáris megsemmisüléshez.